# سینمای عرب

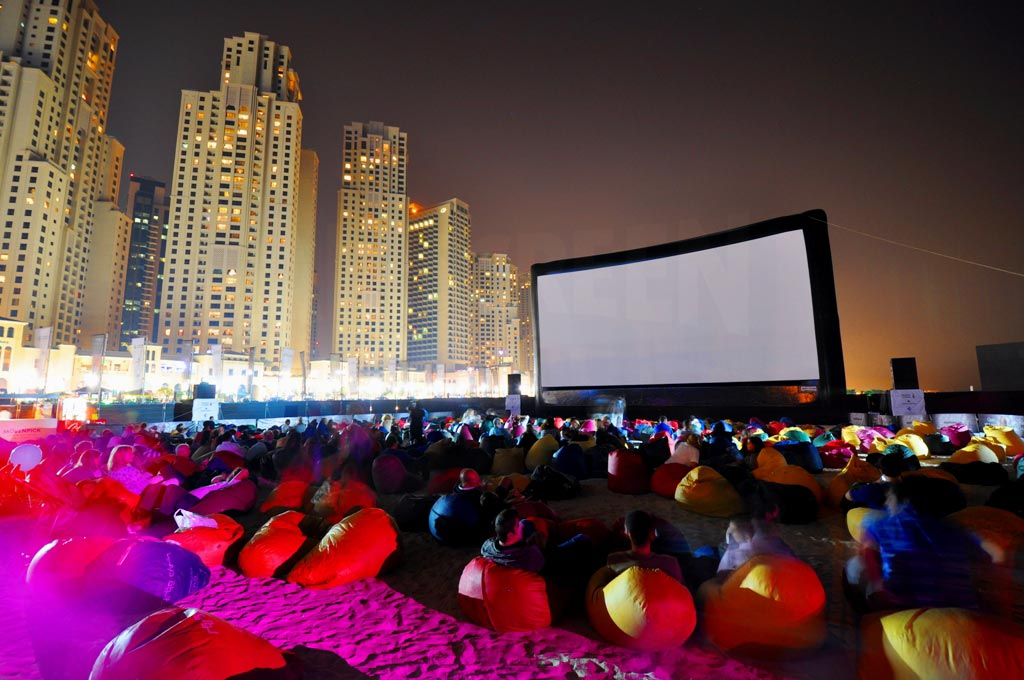
فستیوال فیلم دوبی ۲۰۱۰

سینمای عرب به صنعت فیلم در جهان عرب اشاره دارد. با این‌همه هنوز توصیف دقیقی از سینمای عرب در دست نیست. سینمای عرب شامل فیلم‌هایی از کشورها و فرهنگ‌های مختلف جهان عرب است و بنابراین یک شکل یا ساختار یا سبک ندارد. ضمن اینکه عمده کشورهای عربی پس از جنگ جهانی اول و جنگ جهانی دوم یا چند پاره شدند یا اینکه به استقلال رسیدند؛ بنابراین از بدو تأسیس، سینمای عرب بیشتر تقلیدی از سینمای غربی بود. اگرچه از دهه ۷۰ بدینسو این صنعت در حال تغییر و تحول است. سینمای عرب به‌طور تاریخی بیشتر شامل فیلم‌های ساخته شده در مصر، لبنان، سوریه، عراق، کویت، الجزایر، مراکش و تونس است. با این حال، سینمای مصر در زمینه تاریخ و پیشینه و بدنه سینمایی در بین کشورهای عربی پیشگام است.